# حكومات الولايات في الولايات المتحدة
في الولايات المتحدة الأمريكية، حكومات الولايات هي تقسيمات إدارية تمارس وظائف حكومة على مستوى أدنى من الحكومة الفيدرالية. تمتلك كل حكومة ولاية في الولايات المتحدة سلطة قضائية وتنفيذية وتشريعية على منطقة جغرافية محددة. تتألف الولايات المتحدة الأمريكية من 50 ولاية: 9 من المستعمرات البالغ عددها 13 مستعمرة والتي كانت مسبقًا جزء من الولايات المتحدة في الوقت الذي بات فيه الدستور ساريًا في عام 1789، و4 ولايات أقرت الدستور بعد دخوله حيز التنفيذ، إضافة إلى 37 ولاية كان الكونغرس قد اعترف بها منذ ذلك الوقت بأنها شرعية بموجب المادة الرابعة من البند الثالث من الدستور.

## الحالة القانونية
في حين أن كلًا من حكومات الولايات داخل الولايات المتحدة الأمريكية تمتلك قضاء إداريًا وقانونيًا ضمن حدودها، فإنها لا تتمتع بسيادة بالمعنى الويستفالي في القانون الدولي الذي ينص على أن كل ولاية تمتلك سيادة على أراضيها وشؤونها الداخلية، مع استبعاد لجميع الصلاحيات الخارجية استنادًا إلى مبدأ عدم التدخل في الشؤون المحلية لولاية أخرى، وأن كل الولايات (مهما كانت كبيرة أم صغيرة) متساوية أمام القانون الدولي. إضافة إلى ذلك، الولايات العضو في الولايات المتحدة لا تمتلك سيادة قانونية دولية، أي أنه لا يعترف بها من قبل دول سيادية أخرى، مثل فرنسا أو ألمانيا أو المملكة المتحدة، ولا تمتلك سيادة متبادلة (وهو مصطلح نال شعبية على يدي أستاذ العلاقات الدولية ستيفن دي كرانسر)، بمعنى أنها لا تستطيع التحكم بتنقلات الأشخاص عبر حدود الولاية.
استُمدت هذه الصيغة من السيادة المحدودة (وصفت عمومًا ب «السيادة المزدوجة» أو «الممالك المنفصلة» بلغة القانون الدستوري) من التعديل العاشر للدستور، الذي ينص على أن «الصلاحيات التي لا تفوض للولايات المتحدة من قبل الدستور، ولا تحظر من قبله على الولايات، تمنح للولايات، أو للشعب على التوالي». مع هيكلتها بصورة تتماشى مع قانون الولايات (بما في ذلك دساتير الولايات والأنظمة الأساسية للولايات)، تتشارك حكومات الولايات النموذج الهيكلي ذاته الذي ينبني عليه النظام الفيدرالي، مع ثلاثة أفرع للحكومة، تنفيذي وتشريعي وقضائي.
تعود جذور حكومات الولايات ال 13 التي شكلت الاتحاد الأصلي بموجب الدستور إلى الحكومات الكولونيالية للمستعمرات ال 13. معظم الولايات التي قبلت في الاتحاد بعد الولايات ال 13 الأصلية كانت قد شكلت من تبعيات منظمة أسسها الكونغرس وحكمت من قبله بصورة تتوافق مع صلاحياته المطلقة بموجب المادة الرابعة البند الثالث والفقرة الثانية من الدستور.
لم تكن الولايات ال 6 اللاحقة في أي يوم تبعيات منظمة للحكومة الفيدرالية، أو جزء من حكومة فيدرالية، قبل قبولها في الاتحاد. وكانت 3 منها قد بدأت من ولاية قائمة بصورة مسبقة: كنتاكي (1792 من فرجينيا) ومايني (1820 من ماساتشوستس) وفرجينيا الغربية (1863 من فرجينيا). وكانت ولايتان من بين تلك الولايات ذات سيادة في وقت قبولها في الاتحاد: تكساس (1845، سابقًا جمهورية تكساس) وفيرمونت (1791 سابقًا جمهورية فيرمونت الأمر الواقع لكن غير المعترف بها). وأسست واحدة من تبعية غير معترف بها: كاليفورنيا (1850 من أرض جرى التنازل عنها إلى الولايات المتحدة من قبل المكسيك في عام 1848 بموجب شروط معاهدة غوادالوبي هيدالغو). 

## التشريعات
يتألف الفرع التنفيذي للولايات من هيئة تشريعية للولايات. وتمتلك كل ولاية باستثناء نبراسكا هيئة تشريعية تتألف من مجلسين.
يطلق عمومًا على الهيئة التشريعية التي تتألف من مجلس واحد في نبراسكا اسم «مجلس الشيوخ»، ويطلق على أعضائها بصورة رسمية اسم «أعضاء مجلس الشيوخ».
في معظم الولايات (26 ولاية)، تسمى الهيئة التشريعية للولاية بصورة مختصرة «المجلس التشريعي». وتسمي 19 ولاية أخرى هيئتها التشريعية «الجمعية العامة». وتستخدم ولايتان (أوريغون وداكوتا الشمالية) مصطلح «الجمعية التشريعية»، في حين تستخدم ولايتان أخريين (ماساتشوستس ونيوهامبشير) مصطلح «المحكمة العامة».

### المجالس الأعلى
في الهيئات التشريعية التي تتألف من مجلسين والبالغ عددها 49 هيئة، يسمى المجلس الأعلى «مجلس الشيوخ».
حتى عام 1964، كان أعضاء مجلس الشيوخ في الولايات ينتخبون من مناطق لم تكن بالضرورة مساوية من ناحية التعداد السكاني. في بعض الحالات قسمت مناطق مجالس شيوخ الولايات جزئيًا على أسس تستند إلى المقاطعات. وفي الغالبية الساحقة من الولايات، وفرت مناطق مجلس الشيوخ تمثيلًا أكبر وأكثر تناسبًا للمناطق الريفية. إلا أن قرار رينولد ضد سيمس الذي اتخذته المحكمة الأمريكية العليا في عام 1964 حكم، بصورة تناقض مجلس الشيوخ الأمريكي، أن مجالس شيوخ الولايات يجب أن تنتخب من مناطق بتعداد سكاني متساو تقريبًا.

### المجالس الأدنى
في 40 من أصل 49 هيئة تشريعية تتألف من مجلسين، يسمى المجلس الأدنى «مجلس النواب». ولا يستخدم مصطلح «مجلس المفوضين» إلا في ميريلاند وفرجينيا وفرجينيا الغربية. تطلق كاليفورنيا وويسكنسن على مجالسها الأدنى اسم «جمعية الولاية»، في حين أن نيفادا ونيويورك تسمى مجالسها الأدنى باختصار «الجمعية». وتطلق نيوجرسي على مجلسها الأدنى اسم «الجمعية العامة».

## الفرع التنفيذي
يترأس حاكم منتخب الفرع التنفيذي لكل ولاية. وتمتلك معظم الولايات مجموعة من الأفرع التنفيذية، ينتخب العديد من أعضائها الرئيسيين مباشرة من قبل الشعب ويؤدون مهمتهم إلى جانب الحاكم. ومن بين هؤلاء الأعضاء منصب الحاكم الملازم (والذي يكون عادة في اللائحة الانتخابية مع الحاكم) والمدعي العام والأمين العام للولاية ومدقق حسابات الولاية (أو المراقبين أو المتحكمين)، وأمين الخزانة ومفوض الزراعة ومفوض (أو المشرف على) التعليم، ومفوض التأمين.
تتمتع كل حكومة ولاية بحرية تنظيم أقسامها وهيئاتها التنفيذية بالطريقة التي تناسبها. وقد نجم عن ذلك تنوع كبير بين الولايات في ما يتعلق بكل جانب من جوانب كيفية تنظيم حكوماتها.
تستخدم معظم حكومات الولايات بصورة تقليدية القسم بأنه المكون المعياري الأعلى مستوى للفرع التنفيذي، الذي يعتبر فيه أمين القسم في الأحوال العادية عضوًا في حكومة الحاكم ويشغل دور الواجهة الرئيسية بين الحاكم وجميع الهيئات في الحقيبة الموكلة إليه. وبدوره يتألف القسم بصورة عامة من العديد من التقسيمات والمناصب و\أو الهيئات. وقد تشتمل حكومة الولاية أيضًا على العديد من الإدارات أو المفوضيات أو المجالس أو الشركات أو المناصب أو السلطات، التي قد تكون إما خاضعة لقسم أو إدارة قائمين، أو مستقلة بالكامل.

## الفرع القضائي
يمتلك الفرع القضائي في معظم الولايات محكمة كملجأ أخير تسمى عادة محكمة عليا تستمتع للاستئنافات من محاكم أدنى في الولاية. تسمى أعلى محاكم نيويورك محكمة الاستئنافات، في حين أن محكمتها الابتدائية تعرف باسم المحكمة العليا. سميت المحكمة الأعلى في ميريلاند محكمة استئنافات ميريلاند حتى عام 2022 حين أعيدت تسميتها إلى محكمة ميريلاند العليا. تمتلك كل من ولايتي تكساس وأوكلاهوما محاكم منفصلة كملجأ أخير للاستئنافات المدنية والجنائية. وكل محكمة ولاية كملجأ أخير تمتلك الكلمة النهائية حول قضايا قانون الولاية ويمكن أن تنقض في قضايا القانون الفيدرالي من قبل محكمة الولايات المتحدة العليا.
تتحدد هيكلية المحاكم وطرائق اختيار القضاة من قبل دستور كل ولاية أو هيئتها التشريعية. تمتلك معظم الولايات محكمة ابتدائية واحدة على الأقل ومحكمة استئنافات متوسطة لا تستأنف إلى المحكمة العليا سوى بعض الحالات.
تمتلك ديلاوير محكمة عدل فريدة تسمى محكمة المجلس.